# Marija Ahačič
Marija Ahačič, slovenska pisateljica, * 16. december 1904, Novo mesto, † 1984.
Šolala se je na novomeški gimnaziji od petega do osmega razreda in tam maturirala leta 1924. Pred drugo svetovno vojno je objavljala povestice v Mladiki in drugih listih, nato pa je leta 1932 izdala tudi prvo knjigo z naslovom Čuda narave. Uveljavila se je tudi kot ilustratorka.
1. ↑  https://www.obrazislovenskihpokrajin.si/oseba/ahacic-marija-konci/